# Olof Stenström (veterinär)
Olof Emil Stenström, född 17 april 1870 i Göteborg, död 16 september 1923 i Tullinge, var en svensk veterinär.
Olof Stenström var son till handlaren Emil Fredrik Stenström. Efter mogenhetsexamen i Göteborg 1891 och studier i kemi med mera vid Stockholms högskola inskrevs han 1892 vid Veterinärinstitutet och avlade veterinärexamen 1896. Han var 1897–1910 veterinär vid AB Separators egendom Hamra och även distriktsveterinär i Botkyrka-Huddinge distrikt 1898–1902. År 1902 förordnades han som statens konsulent vid bekämpandet av tuberkulosen hos nötkreatur, en tjänst han innehade till 1921. Samtidigt uppehöll Stenström tidvis 1913–1916 en laboratorbefattning vid Statens veterinärbakteriologiska anstalt. År 1920 förordnades han att uppehålla den vaktanta professuren i patologisk anatomi vid Veterinärhögskolan och i februari 1923, sju månader före sin död, utnämndes han till professor. 
Stenström var en betydande forskare, som publicerade ett stort antal arbeten i svenska och utländska tidskrifter. Huvudsakligen behandlade han spörsmål inom bakteriologin, delvis i samarbete med Christian Barthel, samt inom hygienen. Inom patologin utgav han bland annat det viktiga arbetet Enzootisches Aufreten von Geschülsten bei Rind und Pferd (1915) samt skrifter om hur man skulle bekämpa tuberkulos hos nötkreatur. Han efterlämnade flera opublicerade arbeten.